# Tussenwervelschijf
Een tussenwervelschijf (lat.: discus intervertebralis) is een ring van vezelig kraakbeen (lat.: anulus fibrosus) met in het midden een geleiachtige kern (lat.: nucleus pulposus) die zich in de wervelkolom bevindt tussen twee afzonderlijke wervels. Ze zijn enigszins elastisch en dragen zo bij aan de schokdemping. Bij een hernia van de rug ligt de oorzaak in een beschadiging van een tussenwervelschijf.

## Structuur

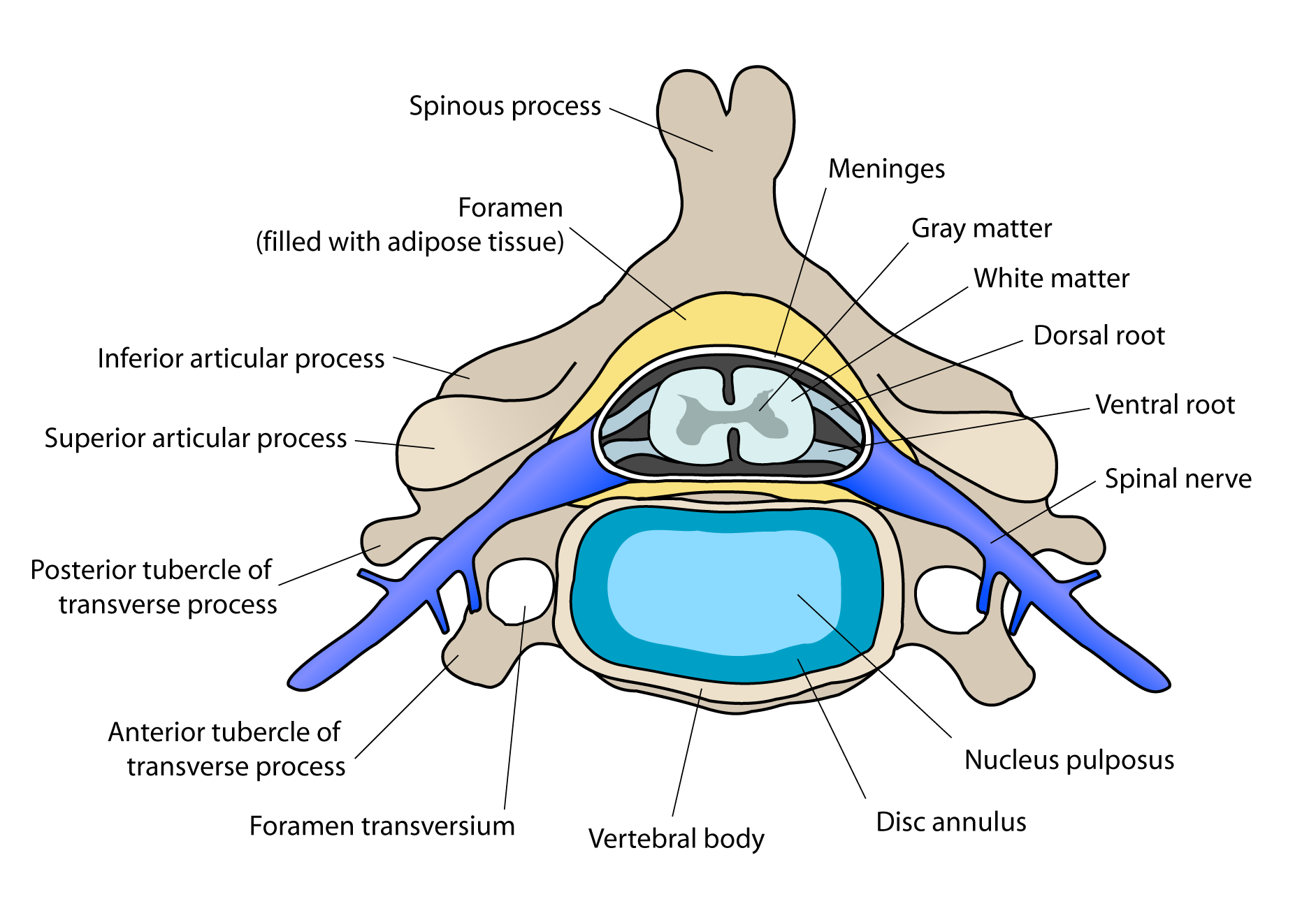
Cervicale wervel met tussenwervelschijf. De nucleus pulposus en de omringende anulus fibrosus zijn te zien

De tussenwervelschijven bestaan uit een buitenste anulus fibrosus, dat het binnenste nucleus pulposus omringt. De anulus fibrosus is een bindweefselring die krachten op gelijke mate verdeelt over de gehele schijf. De nucleus pulposus bestaat uit losse vezels in een mucoproteïne-gelei. De nucleus van de schijf gedraagt zich als een schokdemper die de impact van de dagelijkse activiteiten absorbeert en de twee wervellichamen gescheiden houdt. Bij een hernia wordt de geleiachtige substantie van de nucleus pulposus niet meer tegengehouden door de anulus fibrosus. Dit veroorzaakt een uitstulping van de nucleus pulposus, waardoor soms druk uitgeoefend wordt op een zenuw die nabij de schijf gelegen is. Dit leidt tot symptomen die lijken op die van ischias, maar dus een andere oorzaak hebben, een radiculair syndroom.

## Problemen
Bij het ouder worden dehydreert de nucleus pulposus waardoor het vermogen tot schokdemping gelimiteerd wordt. De anulus fibrosus wordt zwakker. Bij sommige personen veroorzaakt dit geen significante pijn, bij anderen daarentegen kan een of beide van deze processen tot chronische pijn leiden.
De anulus fibrosus kan scheuren door een kwetsuur of door het ouder worden. Hierdoor kan de nucleus pulposus buitentreden door de beschadigde bindweefselring. Dit wordt discus hernia genoemd. Aan de dorsale zijde van de schijf treden verscheidene belangrijke spinale zenuwen uit naar allerlei organen, weefsels en extremiteiten. Het komt frequent voor dat een discus hernia druk uitoefent op deze zenuwvezels wat kan leiden tot een uitstralende pijn, een doof gevoel, krachtvermindering en een bewegingsbeperking. Bovendien kan het contact van de gelei van de nucleus pulposus, die verscheidene ontstekingseiwitten bevat, met een zenuw leiden tot significante pijn. Deze zenuwgerelateerde pijn wordt radiculaire pijn genoemd.
schedel · wervelkolom · borstkas · borstbeen · schoudergordel · arm · bekkengordel · been

bot · gewricht · botten van de mens · schaambeen